# Exocentrus fouqueti
Exocentrus fouqueti là một loài bọ cánh cứng trong họ Cerambycidae.